# Carlo Tuzzi
Carlo Tuzzi (Florència, 1863 – Torí, 1912) fou un lletrista i escriptor italià, conegut per ser qui l'any 1908 li va donar lletra a uns cants tradicionals llombards, fent nàixer la cançó popular i himne del comunisme Bandiera Rossa.